# Beretta 8000
La serie di pistole Beretta 8000 (Cougar, lett. "puma") è prodotta in Italia dalla Beretta.
Progettata dall'ing. Antonello Torcoli, la prima apparizione sul mercato è datata 1994, in qualità di alternativa più compatta rispetto alla più grande pistola di servizio Beretta 92 al fine di offrire un compromesso tra potenza di fuoco, accuratezza, facilità di trasporto e di occultamento.
Originariamente fu sviluppata per una cartuccia .40 S&W, che all'epoca era una nuova tipologia di cartuccia. Successivamente fu prodotta anche per altri calibri, come il 9 mm Parabellum, il .357 SIG e il .45 ACP. Queste pistole sono adatte all'uso di forze di polizia e per l'auto-difesa personale.

## Descrizione

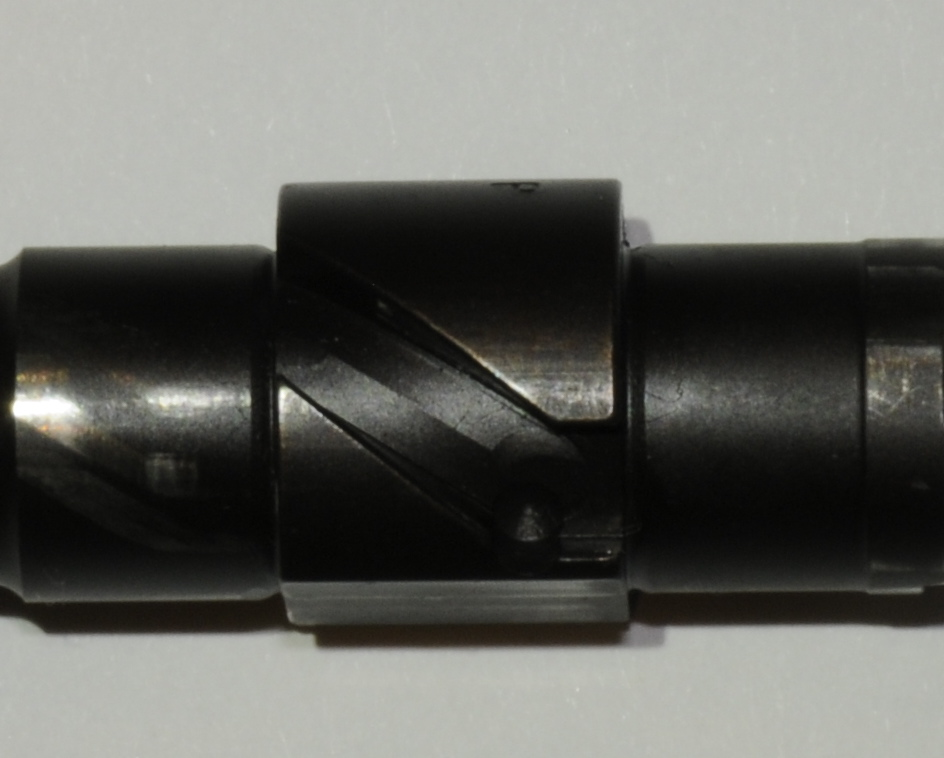
Canna rotante bloccante il carrello.

Le pistole della serie 8000 Cougar sono pistole semiautomatiche a chiusura geometrica a corto rinculo, con canna rototraslante inserita in un carrello-otturatore interamente chiuso, a differenza del modello 92 e del tradizionale disegno della fabbrica che predilige la canna scoperta. Queste pistole utilizzano quindi il raro sistema di chiusura inventato da Karel Krnka e brevettato da Georg Roth in Austria all'inizio del XX secolo e introdotto dalla Steyr nei modelli M1907 e M1912.  Durante il rinculo, la canna gira su sé stessa di circa 30° gradi, per sbloccarsi dal carrello, rimanendo nell'asse orizzontale, mentre l'otturatore disimpegnato dalla canna prosegue la sua corsa retrograda fino all'espulsione del bossolo e all'armamento del cane. Il movimento rotatorio della canna è controllato dal perno (dente) posto sul tassello centrale inserito nella guida della molla di recupero, che segue la traccia della camma sulla canna. Al termine della sua corsa retrograda, la molla di recupero del rinculo spinge in avanti il carrello, camera una nuova cartuccia, recupera la canna al livello dell'estrattore, provocandone la rotazione destrorsa fino a ritrovare l'assetto di chiusura solidale con l'otturatore. La rampa di alimentazione è integrata alla canna tramite una svasatura all'ingresso della camera di cartuccia. 
Il fusto è costituito da una particolare lega di alluminio e zinco detta Ergal. La versione base della pistola Cougar è il modello F, ad azione doppia e con leve ambidestre per la sicura e per la leva abbatticane (decocker), situate sul carrello. Un'alternativa è la versione D, che è solamente ad azione doppia e conseguentemente ha il cane senza cresta ed è priva di leve per la sicura e l'abbattimento del cane. Le pistole Cougar utilizzano un caricatore bifilare per i modelli con i calibri 9mm, .357 SIG e.40, mentre usano un caricatore monofilare per i modelli calibro.45.

## Varianti
La serie 8000 è disponibile in numerosi calibri e nelle configurazioni F, G o D.

### Calibri
- 8000: 9 × 19 mm Parabellum o 9 × 21 mm IMI, caricatore con capacità di 15 colpi
- 8000L: 9 × 19 mm Parabellum o 9 × 21 mm IMI, con impugnatura più compatta, caricatore con capacità di 13 colpi
- 8357: .357 SIG, caricatore con capacità  di 11 colpi
- 8040: .40 S&W, caricatore con capacità  di 11 colpi
- 8045: .45 ACP, caricatore con capacità  di 8 colpi

### Configurazione F
Il modello F è la versione base, ad azione doppia e con leve ambidestre per la sicura e il decocking, situate sul carrello.

### Configurazione D
Il modello D è solamente ad azione doppia (DAO) e conseguentemente non ha il cane a punta e le leve per la sicura e il decocking.

### Configurazione G
Il modello G è una variante in sola DA con la caratteristica di avere il cane sempre abbattuto. Si distingue per il cane alzato e per le leve ambidestre per il solo decocking situate sempre sul carrello. Non c'è la sicura in questa versione.

### Mini Cougar
La 8000,  la 8040 e la 8045 sono disponibili nelle varianti "Mini", che pesano circa 140g di meno rispetto ai modelli corrispondenti ed hanno un'impugnatura più corta di 25 mm. Il carrello e la canna hanno la stessa lunghezza della pistola normale. Questa variante è disponibile con le configurazioni "D" e "F".

### Inox
Alcuni modelli sono disponibili in versione Inox con la canna, il carrello e gli altri componenti in acciaio inossidabile.

### 8045 Cougar
La Beretta 8045 Cougar fu prodotta tra il 1998 e il 2004 nelle configurazioni D e F. Una Mini 8045 Cougar fu inoltre prodotta nelle stesse configurazioni. Nessuna azienda produsse la 8045 Cougar nella configurazione G.

### 8045 Cat Pack
Nel 1999, la Beretta USA offrì 2000 kit, in edizione speciale, per accompagnare la Cougar 8045F. Alla 8045F fu aggiunto un kit consistente in una valigetta, in una spilla e in calci laminati in legno con medaglioni con un puma intarsiato. Furono venduti molti kit, ma il numero non è confermato. Si crede che il numero non sia tanto distante dai 2000 inizialmente progettati. Non ci sono specifici numeri di serie poiché i kit furono venduti con le pistole standard solo se ordinati.

## Stoeger Cougar
La Beretta ha trasferito ad una sua filiale, la Stoeger Industries, il marketing e la distribuzione della Cougar. Le armi da fuoco sono prodotte in Turchia, usando le attrezzature della fabbrica Beretta. La Stoeger attualmente produce La Cougar in versione "L" nei calibri 9mm, .45 ACP e .40 S&W.

## Galleria d'immagini

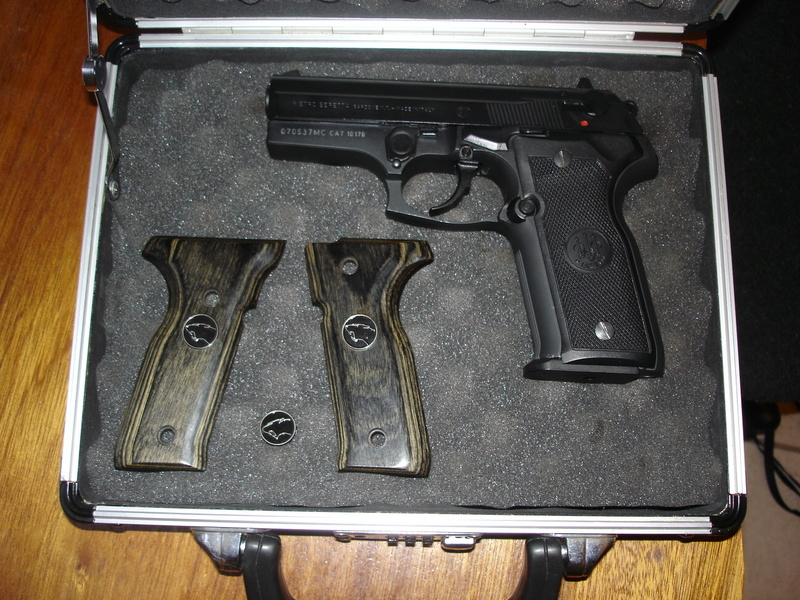
La Beretta 8045 Cat Pak
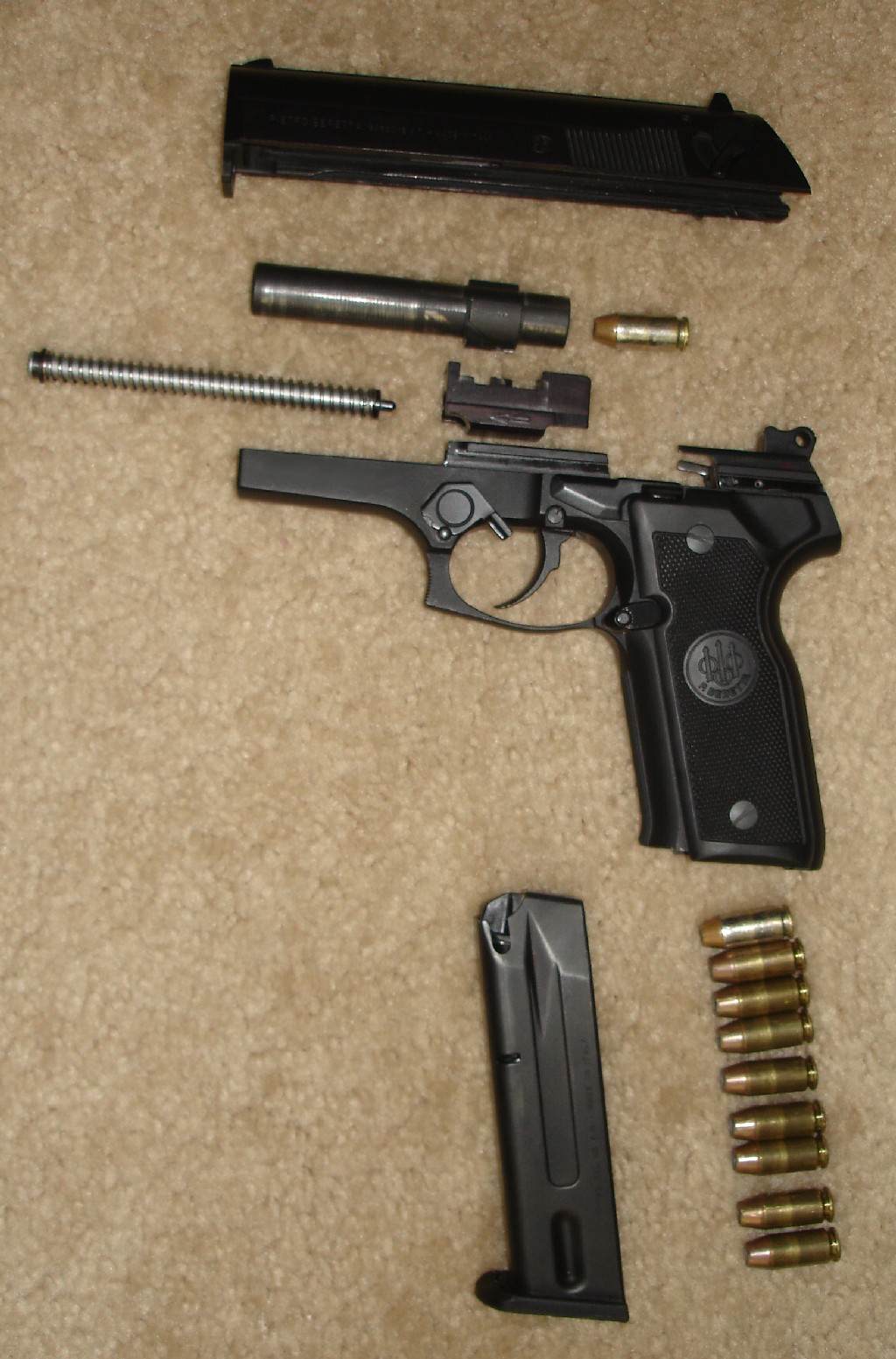
Pistola Beretta 8040 Cougar disassemblata: sono ben visibili tutte le sue parti.
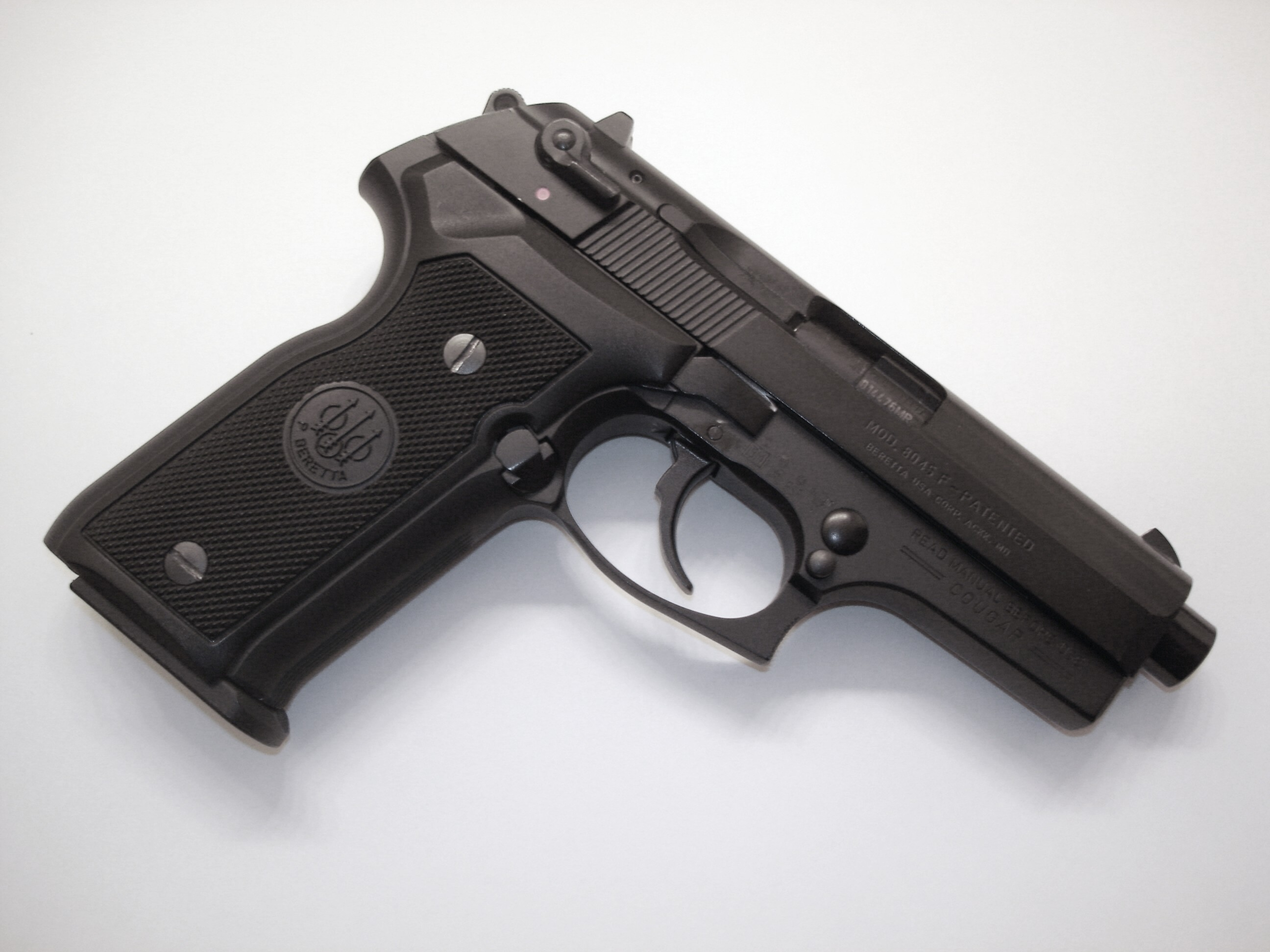
Una Beretta 8045 in dotazione al Los Angeles Police Department

## Utilizzatori
- Italia - in dotazione agli Ufficiali dell'Arma dei Carabinieri in versione 8000F Cougar L (sostituita dal 2019 dalla Beretta PX4 Storm Compact)[3]
- Slovenia